# 阿里埃勒大学

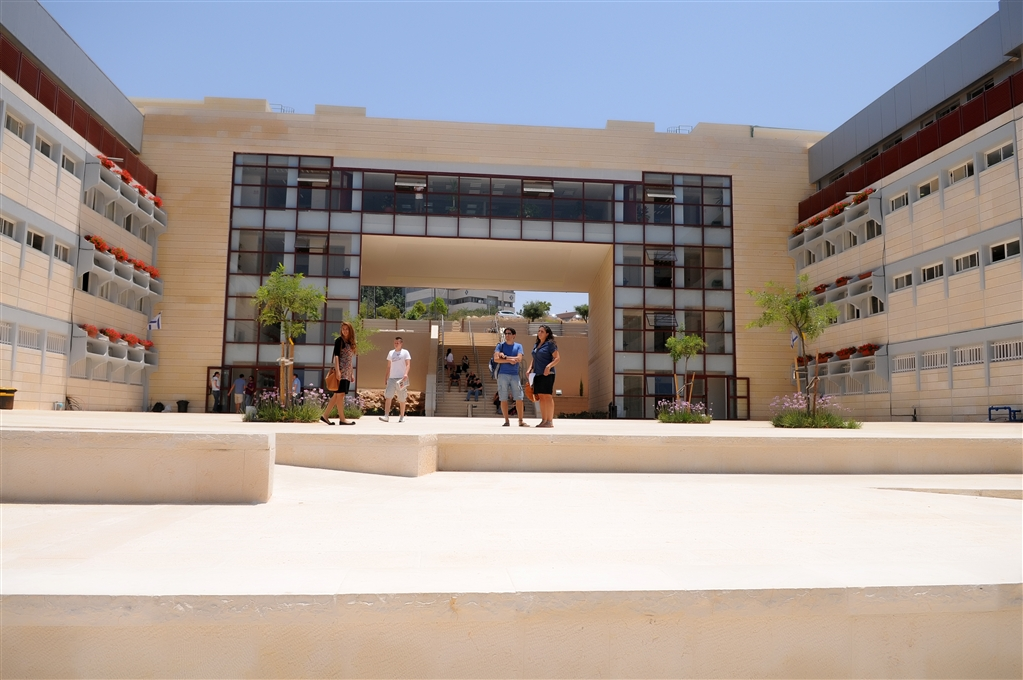
阿里埃勒大学

32°06′17″N 35°12′34″E / 32.10472°N 35.20944°E
阿里埃勒大学（希伯來語：‎），是以色列的一所公立大学，位于约旦河西岸犹太人定居点城市阿里埃勒。该校是第一所建立在定居点的以色列大学，故其合法性受到一定的质疑。

## 学校地位

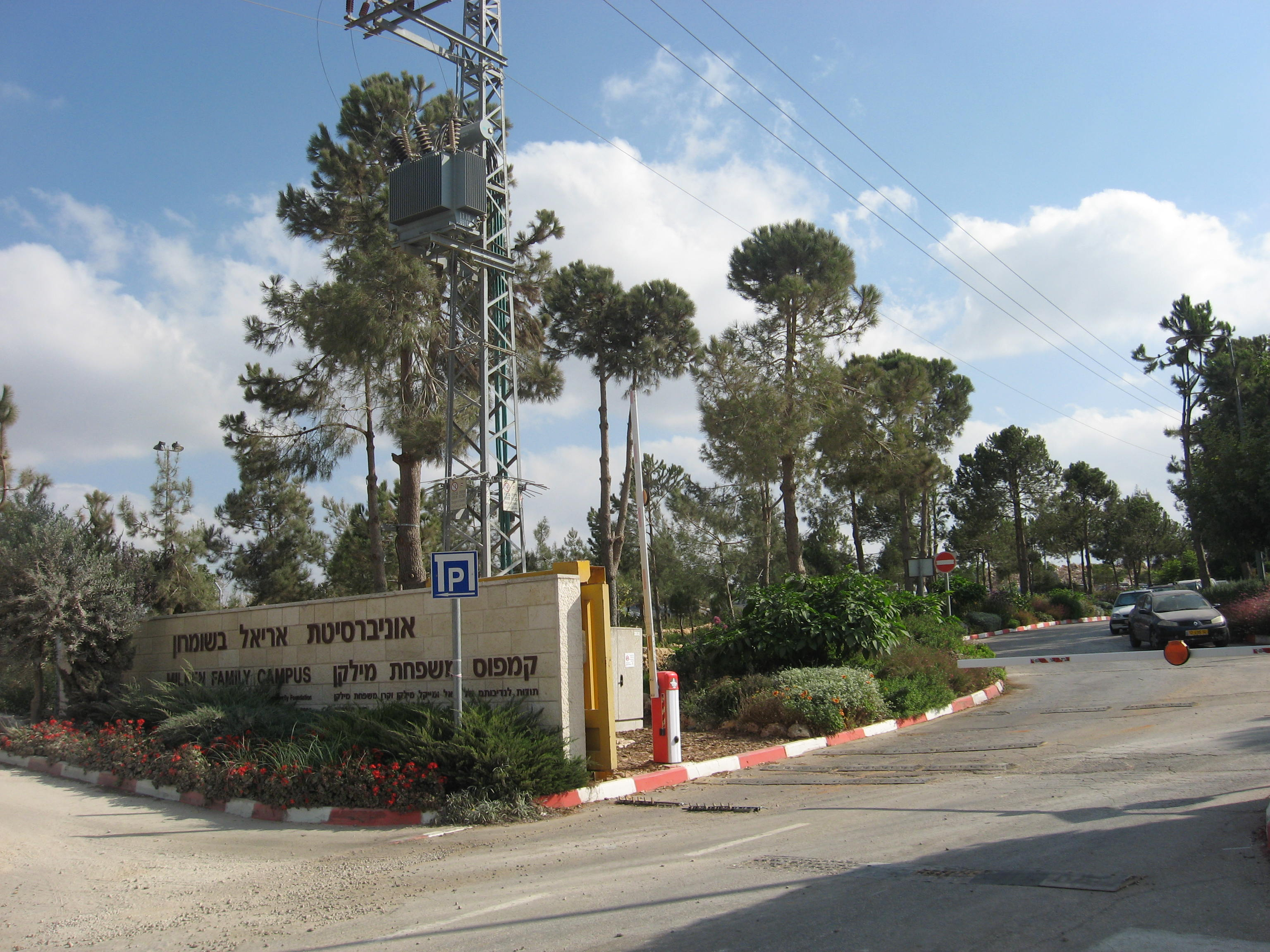
米尔肯校区校门

阿里埃勒大学的前身是成立于1982年的巴伊兰大学凯杜明分校 ，后来学校搬迁到了阿里埃勒，并建立了一个更大的校区，成为当时以色列最大的学院（college），在2004至2005学年，学院与巴伊兰大学的隶属关系结束，成为一个独立的大学。由于该校位于绿线之外以色列非法侵占的巴勒斯坦领土之上，故学校自独立建校以来，一直受到国际社会包括以色列国内许多专家学者的反对。
2005年，以色列政府表态支持该校由学院（college）升格为大学（university），但是并未得到以色列高等教育委员会的直接批准。2006年7月，高等教育委员会拒绝了学校合并加利利的几个地区学院的提议。基于委员会的一项决议，五年内不再批准以色列建立新的大学。
因以色列政府在阿里埃勒等地建立犹太人定居点的行为违反了国际法，故在此建立以色列大学的行为更是引发了国际社会的强烈反对。2012年12月，英国外交部负责中东事务的外交大臣阿利斯泰尔·伯特对阿里埃勒学院升格为大学决定公开表示遗憾，他指出阿里埃勒已经超出了绿线，是违反国际法的，这一决定将进一步巩固犹太人定居点在巴勒斯坦领土上的长期存在，阻碍中东和平进程。他同时呼吁以色列政府立即收回任何可能进一步扩大或巩固定居点的决策。
由于没有得到以色列官方的正式许可，学校于2007年8月将校名更名为“撒玛利亚阿里埃勒大学中心”（Ariel University Center of Samaria） 。尽管以色列总理埃胡德·奥尔默特支持学校升格，但是遭到了以色列教育部长余莉·塔米尔和高等教育委员会的反对 ，高等教育委员会在2008年宣布他们不会承认该校的学位。虽然以色列高等教育委员会在2010年批准了该校更名为大学，但是一直拒绝承认该校的大学地位。
2012年7月17日，以色列高等教育委员会投票通过了承认阿里埃勒大学的完全大学地位的决议 。该决议得到了总理内塔尼亚胡、教育部长吉迪恩·萨尔、外交部长阿维格多·利伯曼和一些议会成员的支持 ，也得到了诺贝尔经济学奖得主罗伯特·约翰·奥曼的支持，但遭到了以色列大学校长委员会的反对 。2012年12月24日，以色列国防部长埃胡德·巴拉克下令以色列国防军中央司令部正式承认阿里埃勒大学的大学地位。
2013年的一项调查显示，65%的以色列民众支持阿里埃勒大学成为以色列的第八所大学。
2014年1月，捷克大使托马斯·博杰尔访问阿里埃勒大学，成为第一个访问该校的来自欧盟国家的大使。
2018年12月, 以色列国会通过法案将位于朱迪亚和撒玛利亚的学院及大学纳入以色列高等教育机构直管，结束了1967年以来以色列学校内外地位上存在的巨大差别。根据该法案，独立的朱迪亚和撒玛利亚高教教育委员会被废止，所有位于朱迪亚和撒玛利亚地区的学院及大学纳入以色列高等教育委员会直管。

## 师生情况

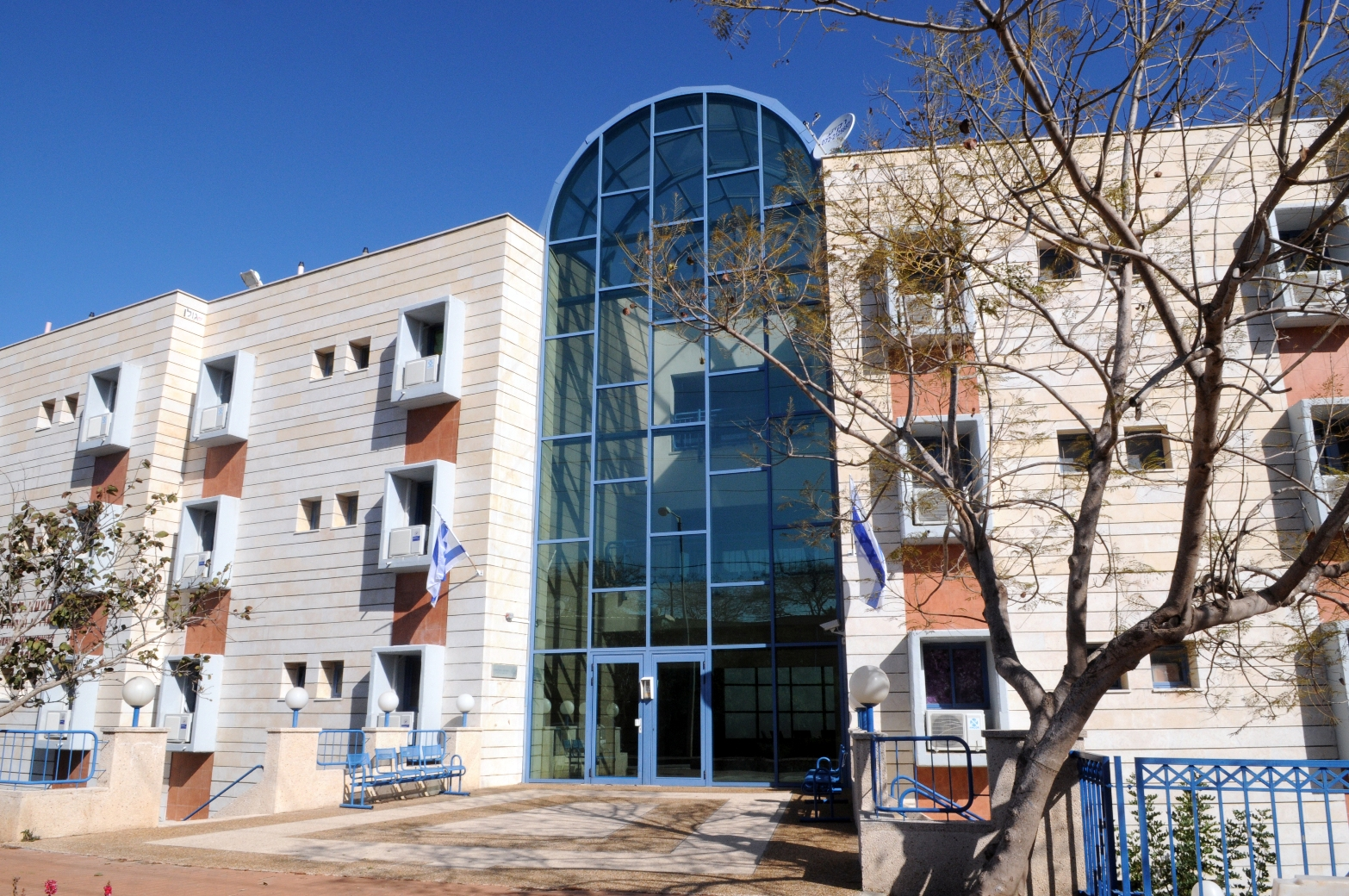
学生宿舍

目前，阿里埃勒大学在校学生超过了15,000人,300多名教师，他们当中既包括了世俗主义犹太人、正统派犹太人，也包括了阿拉伯人、德鲁兹派以及切尔克斯人。学校还是以色列拥有埃塞俄比亚裔学生最多的高校。截至2013年，这里有800名阿拉伯裔学生，一些阿拉伯学生表示，并没有觉得这里跟其他大学有什么不同，家人和同乡也不反对他们在这里上学，在学校里没有感受到歧视和敌意，这里甚至还有很大一批持左翼观点的教师。预计2025年，会招收20000名学生。

## 教学机构
截至2015年，阿里埃勒大学共有6个学院（其中3个School，3个Faculty）和8个研究中心。
- 建筑学院
- 工学院
  - 土木工程
  - 电气和电子工程
  - 电气和电子工程（理学硕士）
  - 化学工程（生物技术和材料）
  - 化学工程研究生课程
  - 机械工程-机电一体化
  - 工业工程和管理
  - 一般工程
- 自然科学学院
  - 分子生物学
  - 生物化学
  - 物理学
  - 计算机科学和数学
- 健康科学学院
  - 健康管理
  - 物理治疗
  - 营养科学
  - 沟通障碍学
- 社会科学和人文学学院
  - 心理学
  - 犯罪学
  - 社会学和人类学
  - 经济学
  - 经济学和工商管理
  - 工商管理学硕士(MBA)
  - 行为科学
  - 社会工作学
  - 社会工作学硕士
  - 以色列和中东研究(政治学)
  - 以色列遗产
  - 多学科研究(人文)
  - 政治科学
- 通信学院

## 和平会议
2011年12，撒玛利亚阿里埃勒大学中心举办了一场名为“以色列/巴勒斯坦和平的最佳计划”的特别会议，联合穆斯林自由派共同对抗恐怖主义，推动巴以和平进程。来自以色列的犹太人、阿拉伯人和来自约旦河西岸巴勒斯坦权力机构控制地区的阿拉伯人参加了对话。活动的组织者，以色列人多伦·图兹（Doron Tzur）希望，以色列和巴勒斯坦进行和平对话，共同探索解决巴以问题的途径，达成双方都可以接受的协议，付诸全民公投，并让它成为现实。

## 国际交流和合作

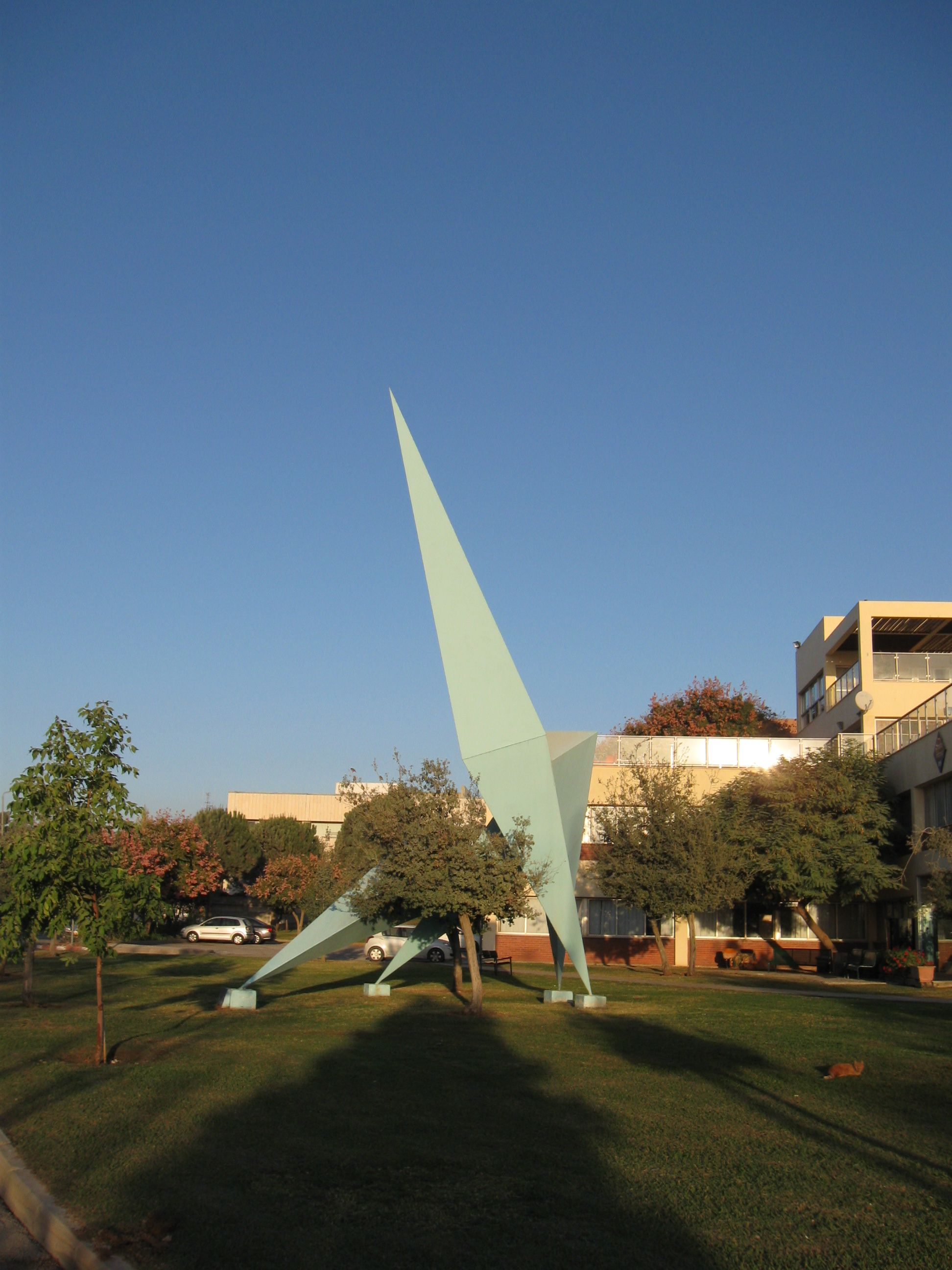
校园内雕塑

阿里埃勒大学是国际大学协会（IAU）的成员。学校与全球51所大学和高等教育机构签订了合作协议，遍布美国、俄罗斯、法国、德国、巴西、葡萄牙、哥斯达黎加、厄瓜多尔、阿根廷、土耳其、波兰、乌克兰、格鲁吉亚、哈萨克斯坦、台湾和亚美尼亚。与加拿大多伦多大学合作开办了工商管理学硕士（MBA）课程。2008年，全球风险专业人士协会在该校成立了分支机构，开设课程和国际会议交流。
2011年，学校与乌拉尔联邦大学签署了合作协议，在莫斯科附近建立了斯科尔科沃创新中心。 此外,该校还代表以色列科学与人文学院与俄罗斯科学院开展合作。
由于学校所处的特殊位置，阿里埃勒大学被排除在“地平线2020”以欧合作研究项目受益方之外。虽然该校承担了许多欧洲研究项目，然而学校却没能从欧洲获得任何研究经费，也影响了该校和欧洲大学的合作。

## 学术抵制
鉴于阿里埃勒学院与巴伊兰大学的关系，2005年4月，英国大学教师协会曾对阿里埃勒学院的母体巴伊兰大学进行了抵制，但是2005年5月的抵制很快被撤销。
2009年，西班牙住房部取消了该校学生参加2009年国际建筑设计竞赛的资格。西班牙政府解释说，他们做出此项决定的原因是学校建立在巴勒斯坦被占领土上. 。反诽谤联盟要求西班牙政府和美国能源部取消对该校研究人员参与马德里国际太阳能竞赛的禁令。
2011年初，165名以色列学者宣布，他们将对阿里埃勒大学进行抵制，以表达对以色列扩建定居点行为的抗议。他们在请愿书中写道，阿里埃勒不是以色列领土的一部分。

## 相关院校
- 巴伊兰大学